# Antonio D'Agostino (militare)
Antonio D'Agostino (Collarmele, 1913 – Amba Alagi, 4 maggio 1941) è stato un militare italiano, insignito della medaglia d'oro al valor militare alla memoria nel corso della seconda guerra mondiale.

## Biografia
Nacque a Collarmele, provincia dell'Aquila, nel 1913, figlio di Pietro e Delfina Celeste.
Appartenente a modesta famiglia di agricoltori, nell'aprile 1934 fu arruolato nel Regio Esercito per prestare servizio militare di leva, destinato in servizio presso la Scuola allievi ufficiali di Moncalieri. Trattenuto in servizio attivo, il 30 settembre dello stesso anno fu trasferito al 94º Reggimento fanteria "Messina" e nel 1936 fu posto in congedo. Nell'aprile 1939 partì volontario per l'Africa Orientale Italiana con ferma biennale. Destinato al 10º Reggimento "Granatieri di Savoia" partecipò prima alle operazioni di grande polizia coloniale e quindi alla seconda guerra mondiale. Cadde in combattimento sull'Amba Alagi il 4 maggio 1941. Fu insignito della medaglia d'oro al valor militare alla memoria.